# Die Biene Maja (Comic)
Die Biene Maja ist eine Comicserie aus dem Bastei Verlag, die nach der erfolgreichen Zeichentrickserie Biene Maja aus den 1970er Jahren herausgegeben wurde.

## Veröffentlichung
Von August 1976 bis Juli 1981 erschienen 163 Hefte, kurz darauf auch Zweitauflagen und Sammelbände mit mindestens drei Einzelheften derselben. Storyboards und Zeichnungen wurden hauptsächlich im Münchner Atelier Roche sowie in Vertretung vom spanischen Studio Ortega gefertigt.
Zwischen 1985 und '87 wurde eine 38-bändige Reihe veröffentlicht, zwischen 1991 und '92 nochmals 18 Bände. Daneben edierte Bastei ebenfalls seit 1976 eine Reihe von 14 Taschenbüchern sowie 8 Großbände mit völlig neuen Comicgeschichten.

## Figuren
Neben der zeichnerischen Arbeit und einem Großteil der Geschichten brachte André Roche eine Reihe neuer Figuren ein, wie Schimmy das Silberfischchen, ein Rosenkäfer-Paar, eine Hummel-Prinzessin, Raubfliegen, den Pilz-Kurzflügler Oma Kuchenzahn, so genannte Braune Seidenkäfer, eine Vogelmilbe, einen Vierpunkt-Glanzkäfer, Sägebock, Totengräber, Klopfkäfer, Ameisenlöwen, Borkenkäfer und Weitere.

### Die Hauptfiguren
- Maja – Honigbiene
- Willi von der Tulpe – Drohne (bester Freund von Maja)
- Flip – Grashüpfer (Freund von Maja und Willi)
- Kurt – Mistkäfer (auch Freund; nach eigenen Angaben Rosenkäfer)
- Thekla – Kreuzspinne
- Alexander – Zwergmaus (ab Band 81)

### Nebenrollen
- Kassandra – Biene (Lehrerin von Maja und Willi)
- Bienenkönigin
- Bienenoberst
- Toff & Zürpel (Torwächter des Bienenstocks)
- Max – Regenwurm
- Hannibal – Weberknecht
- Puck – Stubenfliege
- Paul Emsig – Ameise (neben vielen weiteren Ameisen)
- Schimmy, Silberfischchen
- Alois Siebenpunkt, Marienkäfer
- Hornissen, Wespen, diverse andere Kerbtiere